# 딜스-크란츠 번호
딜스-크란츠 번호(영어: Diels–Kranz numbering)는 소크라테스 이전 철학자의 저작을 참조하기 위한 기준 체계이다. 《소크라테스 이전 철학자들의 단편 선집》(Die Fragmente der Vorsokratiker)이란 저작에서 수집된 인용문과 이 저작에 대한 논문을 기반으로 한다. 1903년에 처음 출판되었으며, 후에 헤르만 딜스에 의해 세 번 개정, 확장된 뒤에, 5판에서 발터 크란츠에 의해 개정되었고, 6판에서 다시 개정되었다. 이 체계에서 단편 저자들은 3개의 그룹으로 나눠진 항목과 함께 번호를 할당받는다.
- A: 테스티모니아(testimonia): 간접 전승 토막글, 저자의 생애와 사조에 대한 고대의 해석
- B: 입시시마 베르바(ipsissima verba): 직접 전승 단편, 저자가 작성한 실제 단편
- C: 이미타티온스(imitations): DK가 진위가 의심스럽다고 분류한 단편, 저자를 선례로 취한 저작들

예를 들어, DK21B38은 'DK의 21장에 나오는 직접 전승 38번째 단편'이라는 뜻이다.